# Cattleya hummeliana
Cattleya hummeliana är en orkidéart som beskrevs av Lou Christian Menezes och Vitorino Paiva Castro. Cattleya hummeliana ingår i släktet Cattleya och familjen orkidéer. Inga underarter finns listade i Catalogue of Life.